# Главиша
Главиша (среща се и като Главишево, Главешово, Главушево) е историческо село в Западна България.
Местоположението му е определено точно благодарение на историческата памет на местното население и на запазеното до днес наименование Главешо – Каваците на местността в района на ВЕЦ Кокаляне, на десния бряг на Искъра, в подножието на Лозенска планина.
Селото е съществувало по време на Второто българско царство и около 250 години след завладяването на местността от турците. Предполага се, че местните жители се ползвали с известни привилегии от цар Иван Асен V, наричан в района още цар Ясен, в замяна на което се задължили (старобълг.: „главили“) да охраняват подстъпите към крепостта Урвич, до която селото имало най-лесен достъп. Поради това Главиша е било известно и като „царското село“.
След превземането на крепостта през 14 век и най-вече поради това, че селото останало встрани от големите по онова време пътища и често ставало обект на нападения, оцелелите жители били принудени да напускат мястото и постепенно се разселвали около река Бистрица, където имало воденици, а според преданията – и в съседното Кокаляне. Преместването на новото място ставало постепенно, като последните данни за Главиша от турски регистри са датирани към края на 17 век, откогато започва да се споменава и името на село Панчар (Паничаръ) – съвременното Панчарево. След напускането на Главиша и обезлюдяването му селото било унищожено изцяло, а по-късно там се заселили черкези.
Заради опасността от забавяне на строителството, не е обърнато достатъчно внимание на останките от старото гробище на селото, открити при изкопни работи в района на ВЕЦ-а през 1954 годинa. По-късно на същото място са изградени ведомствените жилищни кооперации на ВЕЦ Кокаляне.
Според легендите Крали Марко от Витоша стъпил с коня си направо на Главешо, Лозенската планина.